# Oostenrijkse presidentsverkiezingen 1957
De tweede verkiezingen voor een bondspresident tijdens de Tweede Oostenrijkse Republiek vonden op 5 mei 1957 plaats.

## Uitslag
De verkiezingen werden gewonnen door Adolf Schärf (SPÖ) en volgde hiermee zijn partijgenoot Theodor Körner op als bondspresident.

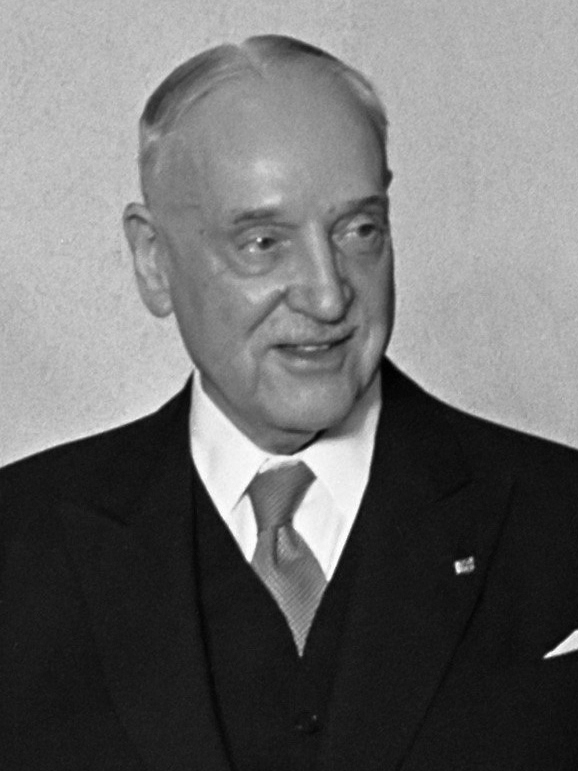
Adolf Schärf

| Kandidaat | Kandidaat                   | Partij                                  | Stemmen   | Percentage |
| --- | --------------------------- | --------------------------------------- | --------- | ---------- |
| | Adolf Schärf                | Sozialistische Partei Österreichs (SPÖ) | 2.258.255 | 51,1%      |
| | Wolfgang Denk               | Partijloosa                             | 2.159.604 | 48,9%      |
| Ongeldige en blanco stemmen                                                                                   | Ongeldige en blanco stemmen |                                         | 81.706    | —          |
| Totaal (Opkomst 97,2%)                                                                                        | Totaal (Opkomst 97,2%)      |                                         | 4.499.565 | 100%       |
| a Kandidatuur gesteund door de Österreichische Volkspartei (ÖVP) en de Freiheitliche Partei Österreichs (FPÖ) |                             |                                         |           |            |

- Adolf Schärf